# Sargé-lès-le-Mans
 Sargé-lès-le-Mans  es una población y comuna francesa, situada en la región de Países del Loira, departamento de Sarthe, en el distrito de Le Mans y cantón de Le Mans-Est-Campagne.

## Demografía
| 1057 | 1031 | 1936 | 2418 | 2870 | 3481 |
| Para los censos de 1962 a 1999 la población legal corresponde a la población sin duplicidades (Fuente: INSEE [Consultar]) |      |      |      |      |      |